# Theophanis Strelitzas
Theophanes Strelitzas (Grieks: Θεοφάνης Στρελίτζας) (beter bekend als Theophanes de Kretenzer (Grieks: Θεοφάνης ο Κρης)) (Kreta, ca. 1500 - 24 februari 1559) was een Griekse kunstschilder.

Hij is een van de belangrijkste orthodoxe iconenschilders en geldt alleszins als de belangrijkste vertegenwoordiger van de Kretenzische School.
Hij werkte in de kloostergemeenschappen van de berg Athos en van Meteora. In de Meteora decoreerde hij in 1527 het katholikon (= kloosterkerk) van het klooster Ágios Nikólaos Anapavsás. Van 1535 tot 1540 verzorgde hij de fresco’s van het klooster Megisti Lávra op de Athos-berg. Bezienswaardig zijn de fresco's van Transfiguratie en de "Moord op de onnozele kinderen". In 1545 en 1546 schilderde hij, geassisteerd door zijn zoon Symeon, het Laatste Avondmaal (Jezus) in het Stavronikita-klooster op dezelfde Athos-berg. Zijn werk "De Grote Voorbede" (Deësis) in Karyes was een voorbeeld voor de generatie iconenschilders die na hem kwam.
Het werk van Theophanes getuigt van een krachtige artistieke geest, bekwaam vakmanschap, kracht en helderheid in de uitbeelding. Opvallend zijn de nauwkeurige bewegingen, de innerlijke rust en harmonie, de gestileerde gestalten en de geprononceerde gelaatsuitdrukkingen van zijn figuren. Zijn kunst benadert daarmee heel dicht het Byzantijnse ideaal.
Hij moet niet worden verward met Theophanes de Griek (Feofan Grek), een icoon schilder die in het Grootvorstendom Moskou werkte in de late veertiende eeuw.
- Gemeinsame Normdatei: 129645583
- RKD-Nederlands Instituut voor Kunstgeschiedenis: 77005
- Système universitaire de documentation: 08995274X
- Union List of Artist Names: 500005868
- Virtual International Authority File: 95716697
- WorldCat: E39PBJw4yqd9fCHXkgykdwxYyd